# 진욱
진욱(1993년 7월 21일~)은 대한민국의 트로트 가수이다.

## 주요 출연작

### TV 시리즈
- 《용의 눈물》 (1997) ... 명신자(명승 선생의 막내아들) 역(1997년 1월 18일~1997년 2월 2일)
- 《태조 왕건》 (2001) ... 어린 시절의 태자 왕요(태조 황제의 원자) 역

### 방송(특히 예능)
- 《혼자서도 잘해요》 (1997.05.~2000.08.)
- 《딩동댕 유치원》 (2001.08.~2002.03.) - MC 진욱이
- 《미스터트롯 시즌 2》 (2022.12.~2023.03.) - Top7(6위)
- 《미스터로또》 (2023- TV조선)
- 《트랄랄라브라더스》 (2023- TV조선)

## 음반
- 얄미운 여자/꿈 속의 여인 (2002)
- 욱이의 트롯 일기장 (2003)
- 경남 고성 공룡나라 동요 (2004)
- 맹부삼천지교 OST (2004)
- 길동이 (2004)
- 진욱 (2005)
- 진서 (소중한 사람,영화속의 주인공,장미를 닮은 여자) (2018)
- 미스터트롯2 예선 베스트 PART3 (2023)
- 미스터트롯2 1:1 데스매치 베스트 PART2 (2023)
- 미스터트롯2 메들리 팀미션 베스트 PART2 (2023)
- 미스터트롯2 라이벌 매치 베스트 PART1 (2023)
- 미스터트롯2 라이벌 매치 베스트 PART2 (2023)
- 미스터트롯2 준결승전 신곡미션 (2023)

## 공연
- 완승 (2011) - 완승 역
- <미스터트롯2> 전국투어 콘서트 (2023)

## 영화
- YMCA 야구단 (2002) - 어린이 합창단 남 2 역
- 메르 (2002) - 주연
- 맹부삼천지교 (2004) - 트로트 사성 역

## 수상
- KMC 전국고교 뮤지컬송 콘테스트 대상 (2010)
- 제9회 남인수 가요제 청소년 부문 최우수상 (2002)